# 穿山街道
穿山街道是中华人民共和国广西壮族自治区桂林市七星区下辖的一个街道。原为穿山乡。2005年8月，撤销穿山乡，改设街道办事处。

## 行政区划
穿山街道下辖以下地区：
七星村、三联村、樟木村、和平村、光辉村、屏风村、穿山村和汇丰村。